# 亀山公園 (山口市)
亀山公園（かめやまこうえん）は、山口県山口市にある都市公園（総合公園）。亀山にある「山頂広場」と、山口県立山口図書館に隣接する「ふれあい広場（新亀山公園）」の2か所に分かれて構成されている。

## 概要

山頂広場にある毛利敬親騎馬像

毛利秀元が慶長元年（1596年）から築城しようとしていたが、途中で断念した長山城跡を、1900年（明治33年）に公園として整備。亀山という名称は、山の形が亀の甲羅に似ていることに由来する。亀山の東側にはパークロード（県道203号）が走り、山口県庁や山口県立美術館など官公庁や文化施設が集中して立地する場所となっている。また、パークロードを中心とした付近一帯は、一つの大きな公園のような空間を形成しており、亀山公園はその一角をなす。現在は、財団法人山口県施設管理財団により管理される。山口市から萩往還を経て萩まで行くときの出発点としてもよく利用される。
- 山頂広場の「憩いの広場」とその周辺には、明治維新に尽力した毛利敬親の銅像、国木田独歩の詩碑、大内義長がキリスト教会建立を許可した裁許状の複製（碑）がある。広場からは山口市内を一望できる。
- 山口図書館横には、新亀山公園として「ふれあい広場」が設けられ、亀をモチーフにした複合遊具やテニスコート、噴水広場などがある。

## 周辺
- サビエル記念聖堂
- 山口市民会館
- 山口県立山口図書館・山口県文書館
- 山口県立美術館
- 山口県立山口博物館
- 山口県庁
  - 山口県警察本部
  - 山口県政資料館（旧山口県庁舎を利用）
  - 山口藩庁門
- 山口市役所